# Жінки в піратстві

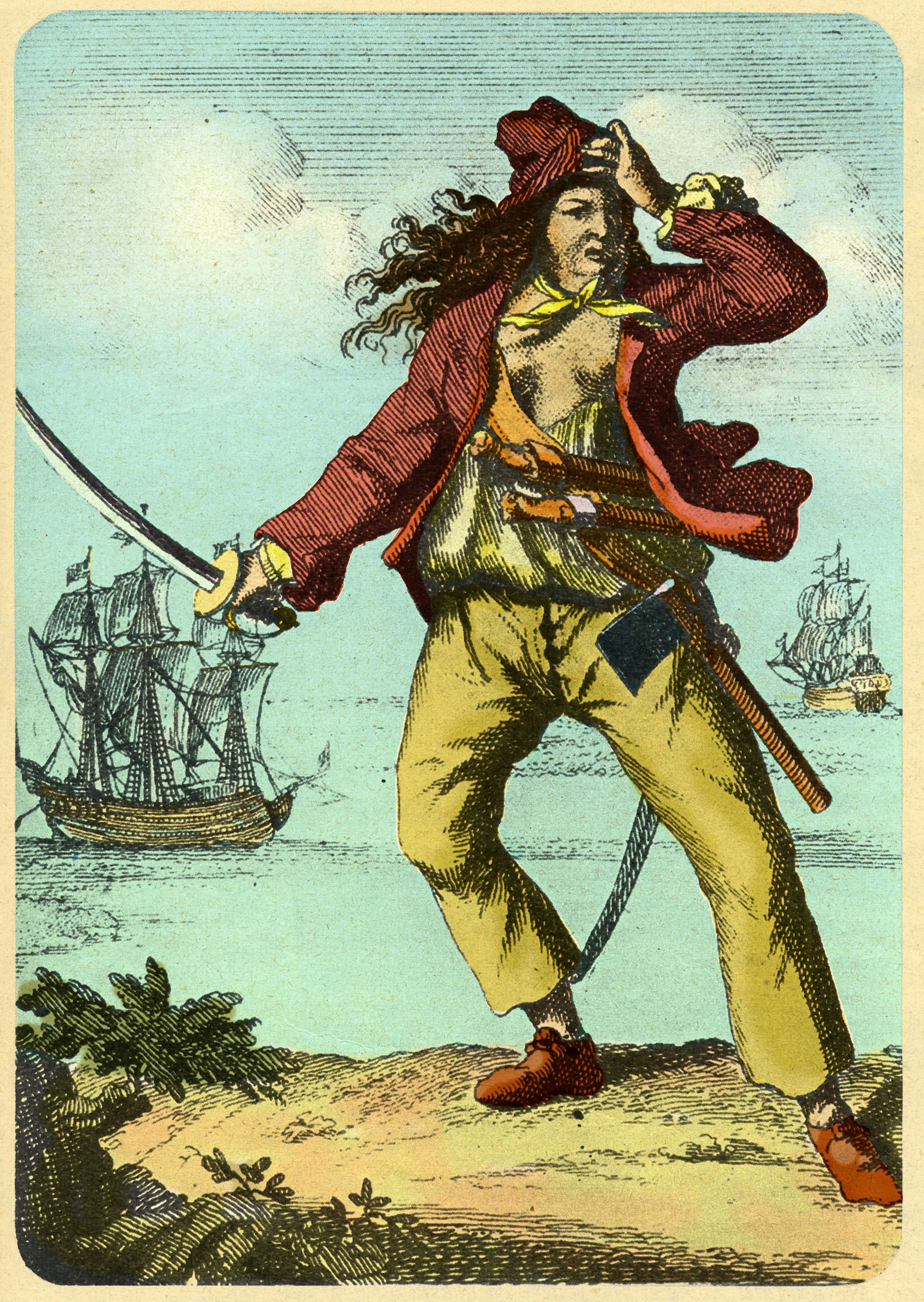
Мері Рід (1690—1721) Гравірування із загальної історії Піратів 1725 року

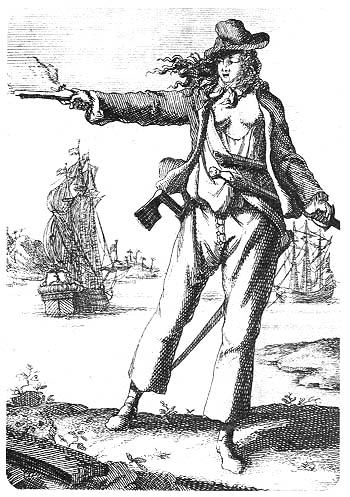
Енн Бонні (1697—1720). Гравірування капітана Чарльза Джонсона Загальна історія піратів (1-е голландське видання 1725 р.)

Хоча піратство було переважно чоловічим заняттям, жінки залишили яскраві сліди у морському розбої.
На багатьох кораблях присутність жінок (як і молодих хлопців) заборонялась корабельним договором, який повинні були підписати всі члени екіпажу. Жінок часто розглядали як невдачу серед піратів, побоюючись, що через них на кораблі виникатимуть конфлікти серед чоловіків. До того ж багато жінок того часу не могли виконати фізично складних завдань, необхідних для екіпажу.
Через цю заборону багато піраток маскувалися під чоловіків та/або не ідентифікували себе як жінки. Так, Енн Бонні одягалася і поводилась як чоловік на кораблі Каліко Джека. Її та Мері Рід часто визначають унікальними в цьому плані. Однак чимало жінок, одягнені в чоловіків, під час Золотої доби піратства намагались скористатися правами, привілеями та свободами, які раніше були виключно чоловічими.
Нижче міститься перелік піраток, визнаних історично, у часовий період, коли вони діяли.

### Ділова взаємодія
Під час Золотого віку піратства багатьом чоловікам довелося виїхати з дому в пошуках роботи або відплисти з економічних причин. Це покладало на жінок необхідність брати на себе традиційно чоловічі ролі та роботу. Освоєння жінками маскулінних ролей призвело до отримання ними історично виключно чоловічих прав. Так, жінкам дозволялося торгувати, володіти кораблями та працювати в роздрібній торгівлі (корчми, пивоварні). У деяких приморських містах навіть виходили закони, що дозволяли вдовам зберігати платоспроможність та майно своїх чоловіків. Це було важливо для місцевої економіки, оскільки пивоварні та подібні заклади були центрами торгівлі, де пірати збиралися і торгували між собою та з людьми на березі.
Очолюючи ці установи, жінки мали значну свободу в бізнесі. Вони квартирували та годували піратів, купували незаконні піратські товари, виступали ломбардами для піратів і навіть видавали позики — до чого багато чоловіків, не кажучи вже про жінок, ставилися з пересторогою. Часом підприємиці навіть переховували своїх клієнтів від влади.

### Шлюби
Пірати часто були дуже заможними, але їхні дружини, як правило, не набували багатств унаслідок законних шлюбів, оскільки піратам було важко переправляти додому здобич з-за кордону. Тому місцеві жінки інколи одружувалися з піратами й прихищали їх у своїх домівках та установах, адже ті вважалися ворогами усіх народів.

## Ранні піратки
| Ім'я                      | Роки життя | Роки активності | Культура    | Коментарі                        |
| ------------------------- | ---------- | --------------- | ----------- | -------------------------------- |
| Королева Тевта Ілірійська |            | 232-228 до н    | Іллірійська | Була активна в Адріатичному морі |

## Піратки ери вікінгів і Середньовіччя
| Ім'я                                    | Роки життя    | Роки активності   | Культура   | Коментарі |
| --------------------------------------- | ------------- | ----------------- | ---------- | --- |
| Русла («Red Maiden»)                    |               | 5 чи 6 ст.        | Норвезька  | Воювала проти брата Транда за престоли Данії та Норвегії. Можливо, вигадана. Згадана у «Діяннях данів» Саксона Граматика. Йоганнес Стінструп пов'язав її з Ingean Ruadh (Червоною Дівою) ірландського фольклору. |
| Стикла                                  |               |                   | Норвезька  | Сестра Русли: стала піраткою, щоб уникнути шлюбу. Згадана у «Діяннях данів». |
| Принцеса Села                           |               | бл. 400—420       | Норвезька  | Сестра Коллера, короля Норвегії. Хорвенділ (згодом батько Амлета / Гамлета) був королем Ютландії, але поступився престолом, щоб стати піратом. Коллер «вважав, що буде гарним вчинком» вбити пірата і відплисти, щоб знайти піратський флот. Хорвенділ убив Коллера, але згодом довелося вбити Селу, яка була кваліфікованою бійчинею і досвідченою піраткою, щоб закінчити війну. Згадується в Gesta Danorum. |
| Alvid                                   |               |                   | Норвезька  | Лідерка групи піратів чоловічої та жіночої статі. Також згадується в Gesta Danorum. |
| Вігбіорг, Гета (Hetha) та Вісна (Wisna) | пом. 750      | 8 ст.             | Норвезька  | Усі три занесені в Діяння данів як морські капітанки. Вігбіорг загинула у бою, Гета стала королевою Зеландії, а Вісна програла руку в поєдинку. |
| Альфгільда                              |               | після 850         | Шведська   | Одна з перших жінок в історії піратства. Вела розбій в скандинавських водах ще за часів раннього середньовіччя. Зустрічається у всіх популярних історіях піратства, вперше легенду описав монах XII ст. Саксон Граматик в «Діянні данів». Походить з міфів про амазонок чи з древніх скандинавських саг. За легендою принцеса, донькою короля з острова Готланд. Уникаючи шлюбу з Альфом, сином короля Данії, втекла з дому і стала піраткою: набрала команду з таких же молодих жінок, переодяглвся в чоловічий одяг, і стала головною розбійницею в місцевих водах. Нальоти стали так загрожувати торговим кораблям і жителям Данського королівства, що на боротьбу вирушив принц Альф. Убивши майже всіх піратів, вступив у двобій з Альвільдою, переміг і змусив її здатися. Виявивши наречену, яка оцінила хоробрість і бойові навички принца й пошлюбилась з ним на борту піратського корабля, принц пообіцяв вічну любов, а Альвільда зареклася виходити в море без чоловіка. |
| Лагерта                                 |               | бл. 870           | Норвезька  | Напівміфічна шляхетна воїтелька, що допомагала колишньому чоловіку, вікінгу Рагнару Лодброку в битві. Прообраз Гертруди у Гамлеті Шекспіра. |
| Етельфледа («Дама Мерсії»)              | 872-918       | 911-918           | Англійська | Королева Мерсії. Стала воєначальницею англосаксів після смерті чоловіка в битві проти данців у 911 році. Взяла командування флотами, щоб позбавити моря рейдерів вікінгів. Послідовно відвойовувала Мерсію, будуючи потужні фортеці, і стала її володаркою. |
| Жанна де Кліссон («Левиця Бретані»)     | 1300-1359     | 1343-1356         | Бретонська | Бретонська дворянка, яка стала корсаркою, щоб помститися французькій владі за страту свого чоловіка. Курсувала Ла-Маншем і збивала лише французькі судна, мордуючи екіпаж. Залишала живою одну людину для послання королю Франції. |
| Еліза Ескільсдоттер                     | пом. бл. 1483 | 1460-ті — 1470-ті | Норвезька  | Норвезька дворянка, яка стала піраткою для помсти за вбивство чоловіка і сина. Виступала прямою війною проти торгівлі купецького міста Бергена і проти данського панування в Норвегії. Діяла за межами моря міста Берген. |

## Піратки 16 століття
| Ім'я                                                                                 | Роки життя | Роки активності     | Культура      | Коментарі |
| ------------------------------------------------------------------------------------ | ---------- | ------------------- | ------------- | --- |
| Грейс О'Меллі, «Морська королева завойованих»                                        | 1530-1603  |                     | Ірландська    | Була королевою Умейла, вождем клану Малай та піраткою Ірландії. Важлива фігура в ірландському фольклорі та історична особа Ірландії 16 століття. Біографії про неї були написані насамперед у 20 та 21 століттях історикинею Енн Чемберс. |
| Сайїда аль-Хура (Саїда аль-Хура ібн Бану Рашид аль-Мандрі аль-Ваттасі Хакіма Татван) |            | 1510-1542           | Марокканський | |
| Леді Мері Кіллірю                                                                    |            | 1530-1570           | Англійська    | Донька колишнього піратського суффолка. Чоловік, сер Генрі Кіллігру, сам колишній пірат, був зроблений віце-адміралом Єлизаветою I, що доручила йому придушити піратство. Щоразу, коли чоловік виходив на море, Мері займалася піратством, використовуючи персонал свого Арвенакського замку у Корнуоллі як екіпаж і, можливо, знаючи королеву. У 1570 вона захопила німецький торговий корабель біля Фальмута, і її екіпаж відплив до Ірландії. Однак власницею корабля була подруга Єлизавети, тож Леді Мері заарештували та привели до суду в Лонсестоні. Деякі джерела стверджують, що її засудили до смертної кари, потім помилували. Її родина або підкупила присяжних, або Єлизавета влаштувала короткий в'язничний вирок. Кіллірю відмовилася від піратства і зайнялася збутом викрадених товарів. |
| Леді Елізабет Кіллігру                                                               |            | 1570-ті — 1582 роки | Англійська    | З чоловіком сером Джоном мешкали в замку Пенденніс у гавані Фолмут. На початку 1581 іспанський корабель, Марі Сан-Себастьян був збитий штормом, і його змусили укритись у гавані. Леді Єлизавета напала на корабель. Серу Джону було наказано таємною радою відновити судно та товари їх власникам, але він переховувався разом із судном, внаслідок чого було видано кілька ордерів на його арешт за вчинення піратських дій, вчинених протягом наступних восьми років. |

## Піратки 17 століття
| Ім'я                                | Роки життя | Роки активності        | Культура             | Коментарі |
| ----------------------------------- | ---------- | ---------------------- | -------------------- | --- |
| Єлизавета Патріксон                 |            | 1634 рік               | Англійська           | |
| Жаккот Делахай                      |            | 1650-ті — 1660-ті роки | Французький гаїтянин | Карибська піратка. Відома як «Руда, що повернулася з мертвих» через руде волосся та повернення до піратства після фальсифікації власної смерті та переховування в образі чоловіка декілька років. |
| Крістіна Анна Скійт                 | 1643-1677  | 1650-ті — 1660-ті роки | Шведська             | Брала активну участь у таємному піратстві, яке провадили її брат і чоловік в Балтійському морі. |
| Анн Діу-ле-Веут Марі-Енн і Маріанна | 1661-1710  | 1690-х — 1704 роки     | Французький          | Карибська піратка, пізніше осіла в штаті Міссісіпі після закриття Тортуги. Прізвисько Діє-Ле-Веут означає «Бог бажає». Кинула виклик на поєдинок пірату Лорен де Грааф після того, як він вбив її чоловіка-пірата в 1683 році. Він відмовився, і вона стала його дружиною із загальним законом, боролася на його боці і ділила команду. |

## Піратки 18 століття
| Ім'я                                                                                       | Роки життя    | Роки активності | Культура     | Коментарі |
| ------------------------------------------------------------------------------------------ | ------------- | --------------- | ------------ | --- |
| Марія Ліндсі                                                                               |               | Початок 1700-х  | Англійська   | Дружина капітана Еріка Кобхема і, можливо, вигадана. Піратка, що діє на східному узбережжі Канади. |
| Марія Кобхем                                                                               |               | поч. 1700-х     | Англійська   | Часто перераховується окремо у списках піратів, але, швидше за все, це Марія Ліндсі. |
| Інгела Гатенхіелм                                                                          | 1692-1729     | 1710-1721       | Шведська     | Балтійська піратка. Дружина та партнерка легендарного пірата Ларса Гетхенхіелма. Отримала повний контроль після його смерті в 1718 році. |
| Енн Бонні, уроджена Енн Кормак, псевдоніми Енн Бонн та Енн Фулфорд, можл. також Сара Бонні | 1698-1782     | 1719-1720       | Ірландська   | Карибська піратка. Одружена з піратом Джеймсом Бонні, мала справу з піратом Джоном Рекгемом (Каліко Джек), а згодом приєдналась до його екіпажу. Виявлений ще один член екіпажу Марк Рід був таємно жінкою (Mary Read), і вони стали дуже близькими. |
| Мері Рід, псевдонім Mark Read                                                              | бл. 1690—1721 | 1718-1720       | Англійська   | Карибська піратка. Як чоловік, Мері вирушила в море і пізніше вступила до британської армії, воюючи у Війні за іспанську спадщину. Одружилася і влаштувалася як жінка, але повернулася до чоловічого одягу після смерті чоловіка, пізніше сіла на корабель, який прямував до Вест-Індії. Захоплена «Калікою» Джеком Ракхем, Мері приєдналася до його екіпажу. 1721 року померла в тюрмі. |
| Мері Фарлі, псевдонім Мері / Марта Фарлі / Харлі / Харві                                   |               | 1725-1726       | Ірландська   | 1725 року з чоловіком Томасом була перевезена до провінції Кароліна як злочинниця. 1726 року Марію та трьох чоловіків судили за піратство. Двох із чоловіків повісили (їхнього керівника Джона Відаля засудили і пізніше помилували), але Марію відпустили. Її чоловіка Томаса не спіймали.                                                                                              |
| Мері Крикетт (Крічетт)                                                                     |               | 1728 рік        | Англійська   | 1728 року Мері Крикетт та Едмунд Вільямс були перевезені до колонії Вірджинії разом як кривдники. У 1729 р. Разом із ще чотирма чоловіками обоє були засуджені за піратство та повішені. |
| Флора Опік                                                                                 |               | 1751 рік        | Англійська   | Діє на східному узбережжі Північної Америки. |
| Рейчел Стіна                                                                               | 1760-1789     | 1770-ті роки    | Американська | Перша американська піратка-жінка. У 16 років одружилася з Джорджем Уоллом, колишнім приватником, який служив у Революційній війні. Діяла на узбережжі Нової Англії. 1782 року Джордж та решта його екіпажу потонули в штормі. Її звинуватили в грабежі в 1789 році і визнали піраткою. Засуджена до смертної кари через повішення.                                                       |
| Шарлотта де Беррі                                                                          |               | 1700-ті роки    | Англійська   | Можливо, вигадана. |

## Піратки 19-го століття
| Ім'я                                       | Роки життя | Роки активності | Культура      | Коментарі |
| ------------------------------------------ | ---------- | --------------- | ------------- | --- |
| Чжен Ши                                    | 1775-1844  | 1801-1810       | Китайці       | Була повією, одружилася з піратом і здобула славу після його смерті. Одна з найпотужніших піратів в історії людства, вона командувала успадкованим великим флотом чоловіка, ще збільшивши його кількість. У розпал її діяльності флот складався з понад 1500 кораблів і 80 000 моряків. Контролювала більшу частину вод Південно-Китайського моря. Після багатьох років піратства, протягом яких англійські, китайські та португальські флоти не змогли перемогти її, Китай запропонував їй мир у 1810 році, Чжен Ши вийшла на пенсію і одружилась з іншим капітаном. |
| Шарлотта Барсук (Badger) та Кетрін Гагерті |            | 1806 рік        | Англійська    | Широко вважається першою австралійською жінкою-піраткою. Через дефіцит людської сили корабель Венера взяв засуджених, серед яких Badger та Hagerty, як екіпаж, в Австралії. Після стикування в Порт-Далрімпле, штат Тасманія, капітан вийшов на берег, а екіпаж захопив корабель, і поплив до Нової Зеландії. Гагерті разом з двома іншими засудженими, жінку на ім'я Шарлотта Едгар та дитину вивели на берег острова Бей з запасом магазинів. Гагерті померла незабаром після цього. Двох чоловіків заарештували за піратство, і Едгар залишилася однією із перших поселенців Нової Зеландії. Барсука більше ніколи не бачили. |
| Маргарет Кроке (Маргарет Джордан)          |            | 1809 рік        | Канадська     | Після суперечки з інвесторами щодо їх шхуни «Три сестри» Едвард та Маргарет Джордан вирушили у Галіфакс. Неправильно припустивши, що їх родину відправляють до в'язниці боржників, Джордан вбив двох членів екіпажу, а потім кинув капітана за борт. Капітан вижив і свідчив проти Джордана, стверджуючи, що Маргарет, яка була на борту разом із сином та трьома маленькими дочками, також була задіяна. Маргарет визнала, що вдарила капітана після того, як він вдарив її чоловіка під час суперечки в її кабіні, перш ніж він вирішив командувати судном; інший член екіпажу засвідчив, що насправді боявся за своє життя з боку її жорстокого чоловіка і намагався втекти. Едварда повісили за піратство та вбивства, Маргариту звільнили                     |
| Йоганна Горд                               | 1789-1851  | 1823 рік        | Шведська      | Остання піратка Швеції; у 1823 році вдова власника ферми на острові Вронге, була заарештована разом із фермерами Андерсом Андерссоном, Крістен Андерссоном та Крістен Карлом Борджессоном та човником Йоханом Андерссоном Флатесом з Гетеборга за піратство після данського корабля Фрау Метте, знайденого затопленим та розграбованим. Наведено докази того, що п'ятеро слідували за фрау Метте на рибальському судні Flatås Styrsö і просили води. Після посадки вони вбили екіпаж. Йохан Андерссон Флетос, Андерс Андерссон та Крістен Андерссон були засуджені до смертної кари через обезголовлення. Карл Борджессон був ув'язнений у фортеці Карлстенс, де помер 1853 року. Доказів проти Йогани Горд було недостатньо, вона була звільнена і згодом зникла. |
| Садді Козел                                |            | 1869 рік        | Американський | Можливо, вигадана. Діяла навколо штату Нью-Йорк як член банди «Чарлтон-стріт». Названа за свою звичку головувати жертвами, перш ніж брати їхні гроші. |

## Піратки 20-го століття
| Ім'я                                     | Роки життя | Роки активності   | Культура  | Коментарі |
| ---------------------------------------- | ---------- | ----------------- | --------- | --- |
| Псевдонім Л Хон-Чо Hon-cho Lo            |            | 1920-ті роки      | Китайська | Після смерті чоловіка в 1921 році командувала 64 кораблями. Здобула репутацію найнещаднішої з усіх китайських піратів. Флот Ло Хон-Чо атакував села та риболовецькі флоти в морях навколо Бейхая приймаючи молодих жінок як полонених, а згодом продаючи їх у рабство. 1922 року китайський військовий корабель перехопив флот, знищивши 40 суден. Попри втечу, Ло Хон-чо була пізніше передана владі рештою піратів в обмін на помилування. |
| Псевдонім Лай шо Зен Лаі ЧО Сан          |            | 1922-1939 роки    | Китайська | Діє в Південно-Китайському морі. Командувала 12 кораблями. |
| Пен Чіх Чіко                             |            | 1936 рік          | Китайська | |
| Кі Мін                                   |            |                   | Китайська | Можливо, псевдонім для P'en Ch'ih Ch'iko |
| Хуан П'ей-мей                            |            | 1937-1950-ті роки | Китайська | Командувала 50 000 піратами. |
| Ченг Чуй Пінг (прізвисько «Сестра Пінг») |            | 1970-1990-ті      | Китайська | В Південно-Китайському морі здійснювала контрабанду тисяч американських іммігрантів до США та Європи. Засуджена у США до 35 років позбавлення волі. Померла у 2014 році. |

## Піратки у культурі

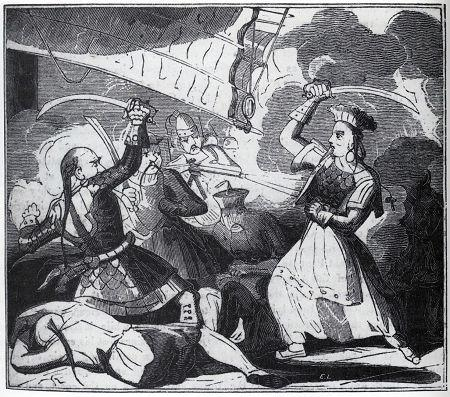
Шинг Ші. «Pirates: An Illustrated History of Privateers, Buccaneers & Pirates from the Sixteenth Century to the Present» (Londond, 1996). P. 230

Хоча більшість вигаданих та драматичних зображень піратів були чоловіками, деякі помітні піратки знайшли свою нішу в культурі.

### Анімація
- Смарагди з аніме космічного пірата Капітан Гарлок, Galaxy Express 999 та королева Смарагди Лейдзі Мацумото
- Намі, Ніко Робін, Боа Ханкок, Шарлотта Лінлін, Алвіда, Уайт-Бей, Шарлотта Смоті, Шарлотта Лола, Шарлотта Шифон, Шарлотта Пралін та ювелірні вироби Бонні, серед інших з серії манга та аніме, Один шматок.
- Реві з манги та аніме серії Пірати Чорної Лагуни.
- Космічний пірат Шейла з корейських аніме космічних громових дітей.
- Капітан Марійка Като з Бентенмару з Bodacious Space Pirates.
- Капітан Дола з Небесний замок Лапута, від Ghibli Studios.

### Комікси
- Леді-дракони в комічному серіалі Мілтона Каніффа "Террі і пірати " надихнула Лай Чой Сан
- Джанме Дарк із серії манги Aoike Yasuko "Сини Єви ".
- Чорні чоботи з графічного роману Мері Гансон-Робертс Тут приходить свічка.
- Маркіза фільєри Mindfang з Webcomic Homestuck.

### Кіно та телебачення
- Морган Адамс (зіграла Джина Девіс) з фільму 1995 року «Острів беззубих».
- Туманність (Джина Торрес) з телесеріалу «Геракл: Легендарні подорожі».
- Елізабет Свон (Кіра Найтлі) з фільмів Піратів Карибського моря Діснея.
- Тіа Далма (Наомі Харріс) з фільмів Піратів Карибського моря Діснея.
- Шинг Ші (Такайо Фішер) з фільму Пірати Карибського моря Діснея: На краю світу.
- Анжеліка (Пенелопа Крус) з фільму Пірати Карибського моря Діснея: На дивних берегах «.
- Елізабет Бонні (Анна Фріел) з компанії Neverland (міністерства) SyFy Network.
- „Напрочуд криволінійний“ пірат (озвучений Ешлі Дженсен) з анімації 2012 року „Пірати“! У пригоді з вченими!
- Енн Бонні (Клара Пейджет) у піратському тематичному серіалі Чорні вітрила.
- Енн Індійська (Жан Петерс) у фільмі Жака Турнеура, 1951 рік.

### Література

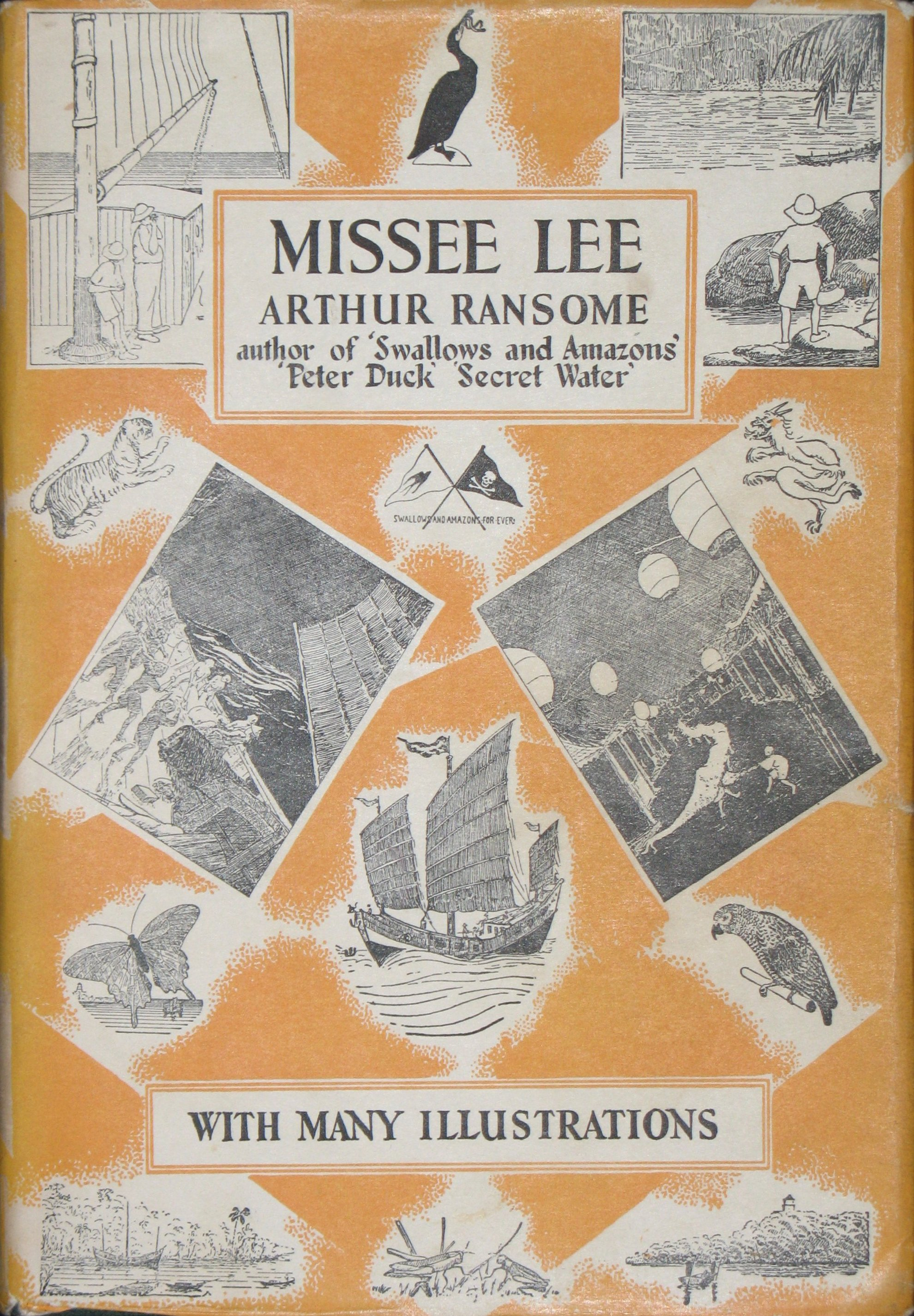
Книга Артура Ренсома Missee Lee (1941), про китайську піратку. Книга з серії дитячих книг, викладена в Китаї 1930-х

### Театр
- Рут з оперетських піратів Пензансу.
- Шарлотта Барсук з п'єси Еуана Роуз 2008 року Шарлотта Барсук — Бакканер.
- Лонг Джоан Сілвер та Ізі Руки з п'єси Артура М. Джоллі Лонг Джоан Сілвер. Інші членкині піратського екіпажу названі на честь відомих піраток, серед яких Енн Бонні та Мері Рід.

### Відеоігри
- Елейн Марлі в серії "Острів Мавп ".
- Фаріс у заключній фантазії V.
- Ізабела в серії "Драконовий вік ".
- Фіна і Айка, серед багатьох інших, у Небо Аркадії.
- Тетра / Принцеса Зельда з «Легенди про Зельду: Вітер».
- Елізабет Рамзі в епоху імперій III.
- Сет Бальмор у програній Одісеї.
- Ризикові чоботи в серії "Шантаї ".
- Каталіна Еранцо в незвіданих водах: нові горизонти.
- Патті Флер у порту Казок Весперії PlayStation 3.
- Бріггід у вогневій емблемі: Генеалогія Священної війни.
- Губернатор / Піратська принцеса Олівія у фентезійному житті.
- Енн Бонні та Мері читають у Assassin's Creed IV: Чорний прапор.
- Енн Бонні в «Uncharted 4: The Thief End».
- Кіка в Суйкодені 4.
- Еллен Кіль, Енн Рейд, Таїда Ковінгтон, Саїда Хитрий, серед інших в «Guild Wars 2».
- Сироп капітана в серії Wario Land.
- Міс Фортун у Лізі легенд.

### Медіа та інших зображення
- Кілька вигаданих зображень Енн Бонні та Мері Рід.
- Олена Дуган (леді Гелбрейт) у «Морах Фіонгхуали».

## Подальше читання
- Кордінглі, Девід. Жінки на мореплавстві: пригоди піратських королев, жіночих магістралей та дружини моряків
- Дрісколл, Саллі (2009). Енн Бонні: «помста». Видавництво «Велика шия».
- Друетт, Джоан (2000). Вона-капітан: Героїни та мори Геллінів. Саймон та Шустер.
- Лоример, Сара (2002). Здобич: Дівчата-пірати у відкритому морі. Літописні книги.
- Нельсон, Джеймс Л. Єдине життя, яке мало значення (також опублікований як «Солодка торгівля» під псевдонімом «Елізабет Барретт»)
- Райлі, Сандра. Сестри Морські
- Стенлі, Джо. Сміливий у її бриджі